# Corematura postflava
Corematura postflava là một loài bướm đêm thuộc phân họ Arctiinae, họ Erebidae.